# Шмаков, Феликс Константинович
Феликс Константинович Шмаков (10 марта 1940 — 12 апреля 2013) — советский регбист и регбийный судья, мастер спорта СССР, выступавший на позиции замыкающего (фулбэка). Известен по выступлениям за команду Ленинградского механического института, позже ставшую известной как клуб «Буревестник».

## Биография
Феликс Константинович родился 10 марта 1940 года в Петропавловске-Камчатском в семье офицера пограничных войск. Детство провёл в Кушке, где занимался разными видами спорта, в том числе играя в футбол и занимаясь плаванием. После демобилизации отца семья уехала в Ленинград в начале 1950-х годов. В 1953 году Феликс пошёл в 6-й класс 395-й школы Кировского района, где занимался волейболом, баскетболом, гимнастикой, лёгкой атлетикой и лыжами под руководством учителя физкультуры, ветерана войны Александра Павловича Звонцова. По окончании школы он поступил в Институт целлюлозно-бумажной промышленности, играл в футбол за заводскую команду. В 1961 году поступил на 2-й курс Ленинградского механического института (Военмеха), на машиностроительный факультет: в футбольной команде Шмаков стал бьющим игроком, поскольку в команде Военмеха попросту не было игрока, умевшего хорошо бить по воротам. Весной 1962 года заведующий кафедрой физвоспитания Г. Т. Михалкин, бывший председатель спорткомитета при Ленгорисполкоме (1951—1953) пригласил группу студентов для обсуждения вопроса о развитии регби в стенах ВУЗа, и студенты согласились создать команду.
Первым турниром команды ЛМИ стал Кубок Леноблсовпрофа (Кубок профсоюзов Ленинграда), финал которого состоялся 7 июня 1962 года, а клуб ЛМИ одержал победу. За команду Ленинградского механического института, позже ставшую известной под названием «Буревестник», Шмаков играл до 1975 года, получив в 1970 году звание мастера спорта СССР. Он же был многолетним капитаном команды. В 1965, 1968, 1969, 1970, 1971 и 1972 годах он попал в число лучших регбистов Ленинграда; в 1968, 1969, 1971 и 1973 годах — в список 30 лучших регбистов СССР. В 1971 году с клубом он стал бронзовым призёром чемпионата СССР, в 1973 году — серебряным призёром. В 1974 году Шмаков впервые сыграл за сборную СССР на турнире «Социалистическая индустрия»: в заявку советской команды вошли 9 игроков из «Буревестника». В 1975 году он снова выступил со сборной на турнире Социндустрии.
Согласно заметке журнала «Спортивные игры», Шмаков обладал достаточным талантом и умел забивать эффективные дроп-голы (в игре против тбилисского «Локомотива» он поразил ворота с 45 метров), однако слишком часто увлекался индивидуальной игрой в ущерб команде и расхолаживал команду, стремясь делать самостоятельно. Нередко он нарушал правила, а в игре против московского «Динамо» и вовсе был удалён с поля за драку.
В 1975 году Шмаков закончил игровую карьеру и стал судить чемпионаты СССР; судейскую карьеру начал ещё в 1970 году в чемпионате Ленинграда. По окончании игровой карьеры он также работал на Кировском заводе, создавая военную технику. Участвовал в ликвидации последствий аварии на Чернобыльской АЭС. Помимо этого, вместе с другим ленинградским регбистом, Геннадием Гопанюком, Шмаков организовал регбийные клубы «Кировец» и «Нарвская застава», занимаясь воспитанием молодого поколения. Среди учеников Шмакова были Игорь Артемьев, председатель Высшего совета Федерации регби России, и заместитель председателя ФРР, Президент Федерации регби Санкт-Петербурга Михаил Зарицкий.
Скончался 12 апреля 2013 года. Похоронен на Южном кладбище Санкт-Петербурга. Именем Феликса Шмакова был назван ветеранский турнир по регби-7, проходящий в рамках Кубка европейских чемпионов по регби-7.